# Lijst van staatshoofden en regeringsleiders in 2006
Lijst van staatshoofden en regeringsleiders in 2006 bevat de leden van de Verenigde Naties alsmede Taiwan en Vaticaanstad en hun leiders gedurende het jaar 2006. Ook de regeringsleiders van de Nederlandse Antillen, Aruba en de Belgische gewesten kan men in deze lijst vinden.

## A
| landsnaam          | Staatshoofd                                                  | Regeringsleider                                        |
| ------------------ | ------------------------------------------------------------ | ------------------------------------------------------ |
| Afghanistan        | President Hamid Karzai                                       | President Hamid Karzai                                 |
| Albanië            | President Alfred Moisiu                                      | Minister-president Sali Berisha                        |
| Algerije           | President Abdelaziz Bouteflika                               | Minister-president Ahmed Ouyahia                       |
| Andorra            | Co-prins Joan Enric Vives i Sicília Co-prins Nicolas Sarkozy | Regeringsleider Albert Pintat                          |
| Angola             | President José Eduardo dos Santos                            | Minister-president Fernando da Piedade Dias dos Santos |
| Antigua en Barbuda | Koningin Elizabeth II                                        | Minister-president Baldwin Spencer                     |
| Argentinië         | President Néstor Kirchner                                    | President Néstor Kirchner                              |
| Armenië            | President Robert Kotsjarian                                  | Minister-president Andranik Margarian                  |
| Aruba              | Koningin Beatrix                                             | Minister-president Nelson Oduber                       |
| Australië          | Koningin Elizabeth II                                        | Minister-president John Howard                         |
| Azerbeidzjan       | President İlham Əliyev                                       | Minister-president Artur Rasizade                      |

## B
| landsnaam             | Staatshoofd | Regeringsleider                                         |
| --------------------- | --- | ------------------------------------------------------- |
| Bahama's              | Koningin Elizabeth II | Minister-president Perry Christie                       |
| Bahrein               | Koning Hamad ibn Isa Al Khalifa | Minister-president Sheikh Khalifa ibn Salman Al Khalifa |
| Bangladesh            | President Iajuddin Ahmed | Minister-president Begum Khaleda Zia                    |
| Barbados              | Koningin Elizabeth II | Minister-president Owen Seymour Arthur                  |
| België                | Koning Albert II | Premier Guy Verhofstadt                                 |
| Belize                | Koningin Elizabeth II | Minister-president Said Musa                            |
| Benin                 | President Yayi Boni | President Yayi Boni                                     |
| Bhutan                | Koning Jigme Singye Wangchuk | Minister-president Sangay Ngedup                        |
| Bolivia               | President Evo Morales | President Evo Morales                                   |
| Bosnië en Herzegovina | Voorzitter van het drie-presidentschap Ivo Miro Jovic Lid van de drie-presidentschap Sulejman Tihic Lid van de drie-presidentschap Borislav Paravac | Minister-president Adnan Terzic                         |
| Botswana              | President Festus Gontebanye Mogae | President Festus Gontebanye Mogae                       |
| Brazilië              | President Luiz Inácio Lula da Silva | President Luiz Inácio Lula da Silva                     |
| Brunei                | Sultan Hassanal Bolkiah | Minister-president Sultan Hassanal Bolkiah              |
| Bulgarije             | President Georgi Parvanov | Minister-president Sergej Stanisjev                     |
| Burkina Faso          | President Blaise Compaoré | Minister-president Ernest Paramanga Yonli               |
| Burundi               | President Pierre Nkurunziza | President Pierre Nkurunziza                             |

## C
| landsnaam                     | Staatshoofd                     | Regeringsleider                   |
| ----------------------------- | ------------------------------- | --------------------------------- |
| Cambodja                      | Koning Norodom Sihamoni         | Minister-president Prins Hun Sen  |
| Canada                        | Koningin Elizabeth II           | Minister-president Stephen Harper |
| Centraal-Afrikaanse Republiek | President François Bozizé       | Minister-president Élie Doté      |
| Chili                         | President Michelle Bachelet     | President Michelle Bachelet       |
| China                         | President Hu Jintao             | Premier Wen Jiabao                |
| Colombia                      | President Álvaro Uribe          | President Álvaro Uribe            |
| Comoren                       | President Assoumani Azali       | President Assoumani Azali         |
| Congo-Brazzaville             | President Dennis Sassou-Nguesso | President Dennis Sassou-Nguesso   |
| Congo-Kinshasa                | President Joseph Kabila         | President Joseph Kabila           |
| Costa Rica                    | President Abel Pacheco          | President Abel Pacheco            |
| Cuba                          | President Fidel Castro          | President Fidel Castro            |
| Cyprus                        | President Tassos Papadopoulos   | President Tassos Papadopoulos     |

## D
| landsnaam              | Staatshoofd                                 | Regeringsleider                          |
| ---------------------- | ------------------------------------------- | ---------------------------------------- |
| Denemarken             | Koningin Margrethe II                       | Minister-president Anders Fogh Rasmussen |
| Djibouti               | President Ismaïl Omar Guelleh               | President Ismaïl Omar Guelleh            |
| Dominica               | President Nicholas Joseph Orville Liverpool | Minister-president Roosevelt Skerrit     |
| Dominicaanse Republiek | President Leonel Fernández                  | President Leonel Fernández               |
| Duitsland              | President Horst Köhler                      | Bondskanselier Angela Merkel             |

## E
| landsnaam          | Staatshoofd                             | Regeringsleider                             |
| ------------------ | --------------------------------------- | ------------------------------------------- |
| Ecuador            | President Alfredo Palacio               | President Alfredo Palacio                   |
| Egypte             | President Hosni Moebarak                | Minister-president Ahmed Nazif              |
| El Salvador        | President Antonio Saca                  | President Antonio Saca                      |
| Equatoriaal-Guinea | President Teodoro Obiang Nguema Mbasogo | Minister-president Miguel Abia Biteo Boricó |
| Eritrea            | President Isaias Afewerki               | President Isaias Afewerki                   |
| Estland            | President Arnold Rüütel                 | Minister-president Andrus Ansip             |
| Ethiopië           | President Girma Wolde-Giorgis           | Minister-president Meles Zenawi             |

## F
| landsnaam  | Staatshoofd                       | Regeringsleider                          |
| ---------- | --------------------------------- | ---------------------------------------- |
| Faeröer    | Koningin Margrethe II             | Premier Jóannes Eidesgaard               |
| Fiji       | President Ratu Josefa Iloilo      | Minister-president Laisenia Qarase       |
| Filipijnen | President Gloria Macapagal-Arroyo | President Gloria Macapagal-Arroyo        |
| Finland    | President Tarja Halonen           | Minister-president Matti Vanhanen        |
| Frankrijk  | President Jacques Chirac          | Minister-president Dominique de Villepin |

## G
| landsnaam     | Staatshoofd                    | Regeringsleider                         |
| ------------- | ------------------------------ | --------------------------------------- |
| Gabon         | President Omar Bongo           | Minister-president Jean Eyeghe Ndong    |
| Gambia        | President Yahya Jammeh         | President Yahya Jammeh                  |
| Georgië       | President Micheil Saakasjvili  | Minister-president Zoerab Nogaideli     |
| Ghana         | President John Agyekum Kufuor  | President John Agyekum Kufuor           |
| Grenada       | Koningin Elizabeth II          | Minister-president Keith Mitchell       |
| Griekenland   | President Károlos Papúlias     | Minister-president Kostas Karamanlis    |
| Guatemala     | President Óscar Berger         | President Óscar Berger                  |
| Guinee        | President Lansana Conté        | Minister-president Cellou Dalein Diallo |
| Guinee-Bissau | President João Bernardo Vieira | Minister-president Aristides Gomes      |
| Guyana        | President Bharrat Jagdeo       | Minister-president Sam Hinds            |

## H
| landsnaam | Staatshoofd                  | Regeringsleider                     |
| --------- | ---------------------------- | ----------------------------------- |
| Haïti     | President Boniface Alexandre | Minister-president Gérard Latortue  |
| Honduras  | President Manuel Zelaya      | President Manuel Zelaya             |
| Hongarije | President László Sólyom      | Minister-president Ferenc Gyurcsány |

## I
| landsnaam | Staatshoofd                                                         | Regeringsleider                                                     |
| --------- | ------------------------------------------------------------------- | ------------------------------------------------------------------- |
| Ierland   | President Mary McAleese                                             | Taoiseach Bertie Ahern                                              |
| IJsland   | President Ólafur Ragnar Grímsson                                    | Minister-president Halldór Ásgrímsson                               |
| India     | President Abdul Kalam                                               | Minister-president Manmohan Singh                                   |
| Indonesië | President Susilo Bambang Yudhoyono                                  | President Susilo Bambang Yudhoyono                                  |
| Irak      | President Jalal Talabani                                            | Minister-president Ibrahim Jaafari                                  |
| Iran      | Hoogste Leider ayatollah Ali Khamenei President Mahmoud Ahmadinejad | Hoogste Leider ayatollah Ali Khamenei President Mahmoud Ahmadinejad |
| Israël    | President Moshe Katsav                                              | Minister-president Ehud Olmert                                      |
| Italië    | President Giorgio Napolitano                                        | Minister-president Romano Prodi                                     |
| Ivoorkust | President Laurent Gbagbo                                            | Minister-president Charles Konan Banny                              |

## J
| landsnaam | Staatshoofd                  | Regeringsleider                          |
| --------- | ---------------------------- | ---------------------------------------- |
| Jamaica   | Koningin Elizabeth II        | Minister-president Portia Simpson-Miller |
| Japan     | Keizer Akihito               | Minister-president Junichiro Koizumi     |
| Jemen     | President Ali Abdullah Saleh | Minister-president Abdul Qader Bajamal   |
| Jordanië  | Koning Abdullah II           | Minister-president Marouf al-Bakhit      |

## K
| landsnaam  | Staatshoofd                           | Regeringsleider                                      |
| ---------- | ------------------------------------- | ---------------------------------------------------- |
| Kaapverdië | President Pedro Pires                 | Minister-president José Maria Neves                  |
| Kameroen   | President Paul Biya                   | Minister-president Ephraïm Inoni                     |
| Kazachstan | President Noersoeltan Nazarbajev      | Minister-president Daniyal Akhmetov                  |
| Kenia      | President Mwai Kibaki                 | President Mwai Kibaki                                |
| Kirgizië   | President Koermanbek Bakijev          | Minister-president Feliks Koelov                     |
| Kiribati   | President Anote Tong                  | President Anote Tong                                 |
| Koeweit    | Emir Sabah Al-Ahmad Al-Jaber Al-Sabah | Minister-president Nasser Muhammad Al Ahmad Al Sabah |
| Kroatië    | President Stjepan Mesić               | Minister-president Ivo Sanader                       |

## L
| landsnaam     | Staatshoofd | Regeringsleider                                       |
| ------------- | --- | ----------------------------------------------------- |
| Laos          | President Khamtai Siphandon                                                                                     | Minister-president Boungnang Vorachith                |
| Lesotho       | Koning Letsie III                                                                                               | Minister-president Pakalitha Mosisili                 |
| Letland       | President Vaira Vīķe-Freiberga                                                                                  | Minister-president Aigars Kalvītis                    |
| Libanon       | President Émile Lahoud                                                                                          | Minister-president Fouad Siniora                      |
| Liberia       | President Ellen Johnson-Sirleaf                                                                                 | President Ellen Johnson-Sirleaf                       |
| Libië         | Leider van de Revolutie Moammar al-Qadhafi Secretaris-generaal van het Volkscongres Zentani Muhammad az-Zentani | Secretaris-generaal van het Volkscomité Shukri Ghanem |
| Liechtenstein | Prins Hans Adam II                                                                                              | Hoofd van de regering Otmar Hasler                    |
| Litouwen      | President Valdas Adamkus                                                                                        | Minister-president Algirdas Brazauskas                |
| Luxemburg     | Groothertog Hendrik                                                                                             | Minister-president Jean-Claude Juncker                |

## M
| landsnaam        | Staatshoofd                                                    | Regeringsleider                               |
| ---------------- | -------------------------------------------------------------- | --------------------------------------------- |
| Macedonië        | President Branko Crvenkovski                                   | Minister-president Vlado Bučkovski            |
| Madagaskar       | President Marc Ravalomanana                                    | Minister-president Jacques Sylla              |
| Malawi           | President Bingu wa Mutharika                                   | President Bingu wa Mutharika                  |
| Malediven        | President Maumoon Abdul Gayoom                                 | President Maumoon Abdul Gayoom                |
| Maleisië         | Koning Syed Sirajuddin ibni al-Marhum Syed Putra Jamalullail   | Minister-president Abdullah Ahmad Badawi      |
| Mali             | President Amadou Toumani Touré                                 | Minister-president Ousmane Issoufi Maïga      |
| Malta            | President Eddie Fenech Adami                                   | Minister-president Lawrence Gonzi             |
| Marokko          | Koning Mohammed VI                                             | Minister-president Driss Jettou               |
| Marshalleilanden | President Kessai Note                                          | President Kessai Note                         |
| Mauritanië       | Voorzitter van de militaire raad kolonel Ely Ould Mohamed Vall | Minister-president Sidi Mohamed Ould Boubacar |
| Mauritius        | President Anerood Jugnauth                                     | Minister-president Navin Ramgoolam            |
| Mexico           | President Vicente Fox                                          | President Vicente Fox                         |
| Micronesië       | President Joseph Urusemal                                      | President Joseph Urusemal                     |
| Moldavië         | President Vladimir Voronin                                     | Minister-president Vasile Tarlev              |
| Monaco           | Prins Albert II                                                | Minister van Staat Jean-Paul Proust           |
| Mongolië         | President Nambaryn Enkhbayar                                   | Minister-president Miyeegombo Enkhbold        |
| Montenegro       | President Filip Vujanović                                      | Minister-president Milo Đukanović             |
| Mozambique       | President Armando Guebuza                                      | Premier Luísa Dias Diogo                      |
| Myanmar          | Voorzitter van de Militaire Raad generaal Than Shwe            | Minister-president Soe Win                    |

## N
| landsnaam            | Staatshoofd | Regeringsleider                          |
| -------------------- | --- | ---------------------------------------- |
| Namibië              | President Hifikepunye Pohamba | President Hifikepunye Pohamba            |
| Nauru                | President Ludwig Scotty | President Ludwig Scotty                  |
| Nederland            | Koningin Beatrix | Minister-president Jan Peter Balkenende  |
| Nederlandse Antillen | Koningin Beatrix | Minister-president Emily de Jongh-Elhage |
| Nepal                | Koning Gyanendra | Koning Gyanendra                         |
| Nicaragua            | President Enrique Bolaños | President Enrique Bolaños                |
| Nieuw-Zeeland        | Koningin Elizabeth II | Minister-president Helen Clark           |
| Niger                | President Mamadou Tandja | Minister-president Hama Amadou           |
| Nigeria              | President Olusegun Obasanjo | President Olusegun Obasanjo              |
| Noord-Korea          | Eeuwig president wijlen Kim Il-sung Zijn taken worden waargenomen door de voorzitter van de Nationale Defensiecommissie Kim Jong-il | Premier Pak Pong-ju                      |
| Noorwegen            | Koning Harald V | Minister-president Jens Stoltenberg      |

## O
| landsnaam   | Staatshoofd                    | Regeringsleider                      |
| ----------- | ------------------------------ | ------------------------------------ |
| Oeganda     | President Yoweri Museveni      | President Yoweri Museveni            |
| Oekraïne    | President Viktor Joesjtsjenko  | Minister-president Joeri Jechanoerov |
| Oezbekistan | President Islom Karimov        | President Islom Karimov              |
| Oman        | Sultan Qaboes bin Said Al Said | Sultan Qaboes bin Said Al Said       |
| Oost-Timor  | President Xanana Gusmão        | Minister-president Mari Alkatiri     |
| Oostenrijk  | President Heinz Fischer        | Kanselier Wolfgang Schüssel          |

## P
| landsnaam           | Staatshoofd                   | Regeringsleider                            |
| ------------------- | ----------------------------- | ------------------------------------------ |
| Pakistan            | President Pervez Musharraf    | Minister-president Shaukat Aziz            |
| Palau               | President Tommy Remengesau    | President Tommy Remengesau                 |
| Panama              | President Martín Torrijos     | President Martín Torrijos                  |
| Papoea-Nieuw-Guinea | Koningin Elizabeth II         | Minister-president Michael Somare          |
| Paraguay            | President Nicanor Duarte      | President Nicanor Duarte                   |
| Peru                | President Alejandro Toledo    | Minister-president Pedro Pablo Kuczynski   |
| Polen               | President Lech Kaczyński      | Minister-president Kazimierz Marcinkiewicz |
| Portugal            | President Aníbal Cavaco Silva | Minister-president José Sócrates           |

## Q
| landsnaam | Staatshoofd                     | Regeringsleider                                        |
| --------- | ------------------------------- | ------------------------------------------------------ |
| Qatar     | Emir Hamad ibn Khalifa Al Thani | Minister-president Sjeik Abdullah ibn Khalifa Al Thani |

## R
| landsnaam | Staatshoofd               | Regeringsleider                            |
| --------- | ------------------------- | ------------------------------------------ |
| Roemenië  | President Traian Basescu  | Minister-president Călin Popescu-Tăriceanu |
| Rusland   | President Dmitri Medvedev | Minister-president Mikhail Fradkov         |
| Rwanda    | President Paul Kagame     | Minister-president Bernard Makuza          |

## S
| landsnaam                      | Staatshoofd                                     | Regeringsleider                                  |
| ------------------------------ | ----------------------------------------------- | ------------------------------------------------ |
| Saint Kitts en Nevis           | Koningin Elizabeth II                           | Minister-president Denzil Douglas                |
| Saint Lucia                    | Koningin Elizabeth II                           | Minister-president Kenny Anthony                 |
| Saint Vincent en de Grenadines | Koningin Elizabeth II                           | Minister-president Ralph Gonsalves               |
| Salomonseilanden               | Koningin Elizabeth II                           | Minister-president Snyder Rini                   |
| Samoa                          | Koning Tanumafili II                            | Minister-president Tuila'epa Sailele Malielegaoi |
| San Marino                     | Regent Gianfranco Terenzi Regent Loris Francini | Staatssecretaris Fabio Berardi                   |
| Saoedi-Arabië                  | Koning Abdullah                                 | Koning Abdullah                                  |
| Sao Tomé en Principe           | President Fradique de Menezes                   | Minister-president Tomé Vera Cruz                |
| Senegal                        | President Abdoulaye Wade                        | Minister-president Macky Sall                    |
| Servië                         | President Boris Tadić                           | Minister-president Vojislav Koštunica            |
| Servië en Montenegro           | President Svetozar Marović                      | President Svetozar Marović                       |
| Seychellen                     | President James Michel                          | President James Michel                           |
| Sierra Leone                   | President Ahmad Tejan Kabbah                    | President Ahmad Tejan Kabbah                     |
| Singapore                      | President Sellapan Ramanathan                   | Minister-president Lee Hsien Loong               |
| Slovenië                       | President Janez Drnovšek                        | Minister-president Janez Janša                   |
| Slowakije                      | President Ivan Gašparovič                       | Minister-president Mikuláš Dzurinda              |
| Soedan                         | President Omar al-Bashir                        | President Omar al-Bashir                         |
| Somalië                        | President Abdullahi Yusuf Ahmed                 | Minister-president Ali Muhammad Ghedi            |
| Spanje                         | Koning Juan Carlos I                            | Minister-president José Luis Rodríguez Zapatero  |
| Sri Lanka                      | President Mahinda Rajapakse                     | President Mahinda Rajapakse                      |
| Suriname                       | President Ronald Venetiaan                      | President Ronald Venetiaan                       |
| Swaziland                      | Koning Mswati III                               | Minister-president Themba Dlamini                |
| Syrië                          | President Bashar al-Assad                       | Minister-president Muhammad Naji al-Otari        |

## T
| landsnaam          | Staatshoofd                       | Regeringsleider                                  |
| ------------------ | --------------------------------- | ------------------------------------------------ |
| Tadzjikistan       | President Emomalii Rachmon        | Minister-president Akil Akilov                   |
| Taiwan             | President Chen Shui-bian          | President van de uitvoerende Yuan Su Tseng-chang |
| Tanzania           | President Jakaya Kikwete          | President Jakaya Kikwete                         |
| Thailand           | Koning Bhumibol Adulyadej         | Minister-president Thaksin Shinawatra            |
| Togo               | President Faure Gnassingbé        | Minister-president Edem Kodjo                    |
| Tonga              | Koning Taufa'ahau Tupou IV        | Minister-president Feleti Sevele                 |
| Trinidad en Tobago | President George Maxwell Richards | Minister-president Patrick Manning               |
| Tsjaad             | President Idriss Déby             | Minister-president Pascal Yoadimnadji            |
| Tsjechië           | President Václav Klaus            | Minister-president Jiří Paroubek                 |
| Tunesië            | President Zine El Abidine Ben Ali | Minister-president Mohamed Ghannouchi            |
| Turkije            | President Ahmet Sezer             | Minister-president Recep Tayyip Erdoğan          |
| Turkmenistan       | President Saparmurat Niyazov      | President Saparmurat Niyazov                     |
| Tuvalu             | Koningin Elizabeth II             | Minister-president Maatia Toafa                  |

## U
| landsnaam | Staatshoofd              | Regeringsleider          |
| --------- | ------------------------ | ------------------------ |
| Uruguay   | President Tabaré Vázquez | President Tabaré Vázquez |

## V
| landsnaam                    | Staatshoofd                                  | Regeringsleider                                         |
| ---------------------------- | -------------------------------------------- | ------------------------------------------------------- |
| Vanuatu                      | President Kalkot Mataskelekele               | Minister-president Ham Lini                             |
| Vaticaanstad                 | Paus Benedictus XVI                          | Staatssecretaris Angelo kardinaal Sodano                |
| Venezuela                    | President Hugo Chávez                        | President Hugo Chávez                                   |
| Verenigde Arabische Emiraten | President Sjeik Khalifa bin Zayed Al Nahayan | Minister-president Sjeik Mohammed bin Rasjid Al Maktoem |
| Verenigd Koninkrijk          | Koningin Elizabeth II                        | Minister-president Tony Blair                           |
| Verenigde Staten             | President George W. Bush                     | President George W. Bush                                |
| Vietnam                      | President Tran Duc Luong                     | Minister-president Phan Van Khai                        |

## W
| landsnaam   | Staatshoofd                     | Regeringsleider                     |
| ----------- | ------------------------------- | ----------------------------------- |
| Wit-Rusland | President Aleksandr Loekasjenko | Minister-president Sjarhej Sidorski |

## Z
| landsnaam   | Staatshoofd | Regeringsleider |
| ----------- | --- | --- |
| Zambia      | President Levy Mwanawasa | President Levy Mwanawasa |
| Zimbabwe    | President Robert Mugabe | President Robert Mugabe |
| Zuid-Afrika | President Thabo Mbeki | President Thabo Mbeki |
| Zuid-Korea  | President Roh Moo-hyun | Minister-president Han Duck Soo (waarnemend) |
| Zweden      | Koning Karel XVI Gustaaf | Minister-president Göran Persson |
| Zwitserland | De Bondsraad met als leden: Moritz Leuenberger (president van de bondsraad in 2006, een ceremoniële functie), Pascal Couchepin, Joseph Deiss, Samuel Schmid, Micheline Calmy-Rey, Christoph Blocher, Hans-Rudolf Merz | De Bondsraad met als leden: Moritz Leuenberger (president van de bondsraad in 2006, een ceremoniële functie), Pascal Couchepin, Joseph Deiss, Samuel Schmid, Micheline Calmy-Rey, Christoph Blocher, Hans-Rudolf Merz |